# Tatort: Bluthunde
Bluthunde ist ein Fernsehfilm aus der Krimireihe Tatort. Der von Telepool und Bavaria Film für den Bayerischen Rundfunk produzierte Beitrag wurde am 21. Dezember 1997 im Ersten als 375. Folge der Reihe zum ersten Mal gesendet und war für die Münchner Kommissare Batic und Leitmayr der 18. Fall. Das Duo muss einen tödlichen Bungeeunfall sowie mehrere offensichtlich inszenierte Unglücksfälle aufklären.

## Handlung
Die Florettfechterin Petra Nickel wagt einen Bungeesprung, obwohl ihr nicht wohl dabei ist. Das Seil reißt und Nickel stürzt in den Tod, der auf der Bungeeanlage arbeitende Oliver Graf filmt das Unglück ungewollt und verständigt sofort seinen Vater, den Sensationsreporter beim Lokalsender Isar-TV Hendrik Graf. Leitmayr ist von dem Sensationsreporter genervt und überrascht, weil sein Partner Batic ihn und seinen Sohn seit vielen Jahren aus dem Tennisclub kennt, erste Ermittlungen des Unfallhergangs weisen auf Materialversagen hin. Während sich Oliver Graf und seine Freunde Linda und Mike über ein Honorar von DM 20.000 für das Video von Isar-TV freuen, wundern sich Batic und Leitmayr über den Nachrichtenbeitrag des Lokalsenders, da ihnen die Existenz des Videos am Unglücksort verschwiegen worden war. Oliver Graf plagen Gewissensbisse, weil er Nickel zum Sprung ermutigt hatte, unterdessen fragen Batic und Leitmayr beim Sender nach dem Video, die Herausgabe und die Identität des Kameramannes werden ihnen allerdings verweigert. Batic sucht Oliver Graf auf, den er seit dessen Kindertagen kennt, dieser verschweigt ihm ebenfalls, dass er den Unfall gefilmt hatte. Am selben Tag finden am Rande eines Fußballspiels Ausschreitungen statt, auf Isar-TV läuft ein Bericht, auf dem zu sehen ist, wie ein Mann einen anderen ins Koma prügelt. Da Batic und Leitmayr aufgrund der Aufnahmen den Verdacht haben, dass der Schläger angeheuert und die Tat inszeniert wurde, wenden sie sich an den Sender, auch diesmal verweigert der Sender den Beamten jedwede Kooperation und streitet lediglich die Vorwürfe ab. Leitmayr fällt auf, dass Batic Hendrik Graf auffallend in Schutz nimmt, Batic gesteht schließlich, dass er sich ihm gegenüber schuldig fühlt, weil er durch eine Affäre mit Grafs damaliger Frau Ruth Salina, Mutter von Oliver und nunmehr Chefredakteurin bei Isar-TV, Grafs Ehe zerstört hatte.
Leitmayr erfährt von Olivers Freundin Linda, dass die Mitarbeiter der Bungeeanlage die ersten Sprünge eines Neukunden stets filmen, kurz darauf erfahren die Beamten, dass es sich bei Nickels Tod tatsächlich um einen Unfall wegen Materialermüdung handelte. Als Hendrik Graf wegen überhöhter Geschwindigkeit seinen Führerschein verliert, bietet sich Batic von Schuldgefühlen geplagt an, seinen Freund zu chauffieren, damit dieser weiterhin seiner Tätigkeit als Reporter nachgehen kann. Nachdem er selbst bereits Zweifel hatte und von seinem Vater darin bestärkt wurde, erklärt Oliver Linda, dass er bei den fingierten Videos wie der Hooligangewaltszene künftig nicht mehr mitmachen werde. Am nächsten Tag provozieren Olivers Freunde Mike und Linda mittels Steinwurf von einer Brücke eine Massenkarambolage auf einer Landstraße, bei der ein Mensch ums Leben kommt, Hendrik erfährt durch den Polizeifunk davon und lässt sich von Batic zur Unfallstelle fahren. Der zuständige Redakteur Schuster von Isar-TV verweigert Mike, der ebenfalls Unfallaufnahmen gemacht hatte, das Honorar, da er ahnt, dass Mike und Linda den Unfall provoziert haben. Leitmayr erfährt kurz darauf von der Spurensicherung, dass ein großer Stein sichergestellt wurde, der offenbar die Windschutzscheibe des LKW getroffen hatte, er lässt eine Hausdurchsuchung bei Isar-TV anordnen. Als Hendrik Graf nach Hause kommt, findet er einen Umschlag mit einer größeren Geldsumme darin, er will seinen Sohn nach der Herkunft des Geldes fragen, erreicht ihn jedoch nicht, Oliver lässt sich unterdessen wieder mit Mike und Linda ein, neue Videos zu produzieren. Leitmayr kann anhand des im Sender sichergestellten Videomaterials analysieren, dass der Unfall durch Steinwurf provoziert wurde, er versucht nun, die Kamera ausfindig zu machen, mit der der Vorfall gefilmt wurde.
Hendrik sagt Linda auf den Kopf zu, dass er von ihren Machenschaften weiß und ermahnt sie, Oliver aus dem Spiel zu lassen, er spiele den rasenden Reporter, um seinem Sohn zuliebe den Verdacht auf sich zu lenken, doch kann er das mit Batic als ständigem Begleiter nun nicht mehr. Unvorsichtigerweise erwähnt er, dass nur Nachrichten von Katastrophen, die sich vorher erahnen lassen und von denen live berichtet wird, richtig Geld bringen, als sein Sohn am Tag darauf eine Andeutung macht, dass er und seine Freunde etwas in der Art planen, verständigt er Batic. Leitmayr erfährt unterdessen, dass die fingierten Unglücke und auch der Todessprung Nickels mit derselben Kamera gefilmt worden sein müssen. Während die Beamten nach Oliver, Linda und Mike fahnden, sabotiert das Trio Bahngleise, um einen Intercity zum Entgleisen zu bringen. Batic und Leitmayr erfahren unterdessen von Isar-TV, das ein Anschlag auf einen Schnellzug geplant sei, ein Video zeigt das Trio bei den Sabotagearbeiten an einem unbekannten Ort, Hendrik gesteht seinem Freund, dass er das Trio unbewusst auf die Idee gebracht hat. Ruth Salina gibt sich als Nachrichtensprecherin pflichtbewusst und tut so, als ginge es ihr darum, den Anschlag zu verhindern und Menschenleben zu retten. Oliver versucht derweil, seine Freunde zur Aufgabe zu bewegen, als dies misslingt, ruft er seinen Vater und Batic an, aus Angst vor Mike, der zu allem fähig erscheint, traut er sich allerdings nicht, ihre Position zu nennen. Batic hört im Hintergrund einen Polizeihubschrauber und lässt von Leitmayr alle Positionen der eingesetzten Hubschrauber ausfindig machen. Ruth erleidet vor laufender Kamera einen Schwächeanfall, als Leitmayr ins Studio stürmt und die drei jungen Leute direkt anspricht und zur Aufgabe überreden will, ihr war nicht bewusst, dass ihr Sohn zu den Tätern gehört. Anhand der von Leitmayr durchgegebenen Koordinaten können Batic und Hendrik gerade noch am designierten Unfallort eintreffen und Batic in letzter Minute den Zug stoppen, Hendrik zieht seinen Sohn, der sich aufs Gleis gestellt hat, gerade noch herunter. Das Trio kann festgenommen werden.

## Rezeption

### Einschaltquoten
Die Erstausstrahlung von Bluthunde am 21. Dezember 1997 wurde in Deutschland von 7,27 Millionen Zuschauern gesehen und erreichte einen Marktanteil von 19,07 % für Das Erste.

### Kritiken
Die Kritiker der Fernsehzeitschrift TV Spielfilm beurteilen den Tatort positiv und meinen: „Attacke auf reißerischen Journalismus“.

## Buch zum Film
Martin Baresch: Tatort: Bluthunde, ein Fall der Kommissare Ivo Batic und Franz Leitmayr, Co-Autor: Norbert Ehry, Weltbild, Augsburg 2000. / Hörbuch: Bluthunde, gelesen von Felix Klare, Tandem Verlag, Königswinter 2008